# Casa Rosada
La Casa Rosada, popularment també coneguda com a Casa de Gobierno, és la seu del Poder Executiu de la República Argentina i Monument Històric Nacional, i s'hi troba el despatx del President de la Nació Argentina.
L'edifici es localitza al carrer Balcarce 50 a la Ciutat de Buenos Aires, enfront de la històrica Plaça de Maig. El seu color característic és rosat i es considera un dels edificis més emblemàtics de Buenos Aires. També allotja el Museu de la Casa de Govern, amb objectes relacionats amb els presidents del país.

## Història
L'edifici s'ubica sobre l'antic Fortí de Buenos Aires (Reial Fortalesa de Don Juan Baltazar de Austria), construïda pel governador Fernando Ortiz de Zárate el 1594 a la vora del Riu de la Plata. La fortalesa fou reconstruïda el 1713, i es convertí en una edificació de quasi una hectàrea, envoltada per un fossar, amb quatre torrasses rectangulars i que donen a la Plaça Major, actual Plaça de Maig. Al completar-se les obres de defensa va rebre el nom de Castell de Sant Miquel, l'any 1720. Va servir de seu als governadors, després als virreis del Virregnat del Riu de la Plata i posteriorment, als governs independents des del 1810. Durant la dècada de 1820, Bernardino Rivadavia va ordenar modificacions per substituir el pont llevadís per un pòrtic d'estil neoclàssic.

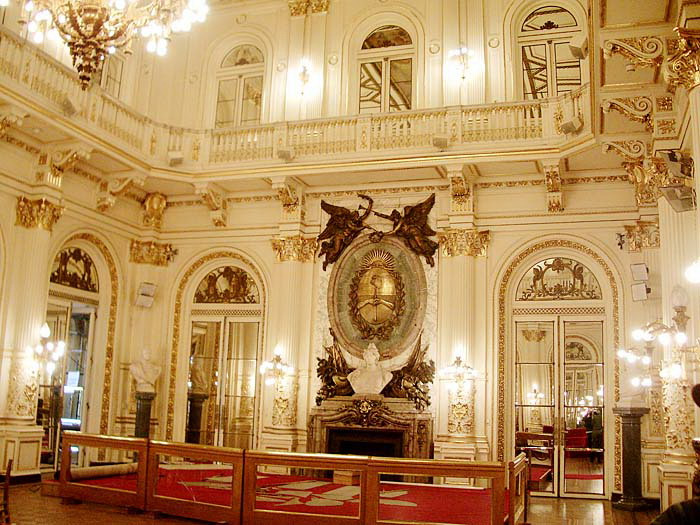
Saló Blanc de la Casa Rosada. En aquest lloc es realitzen els actes de govern de més importància.

La fortalesa fou demolida a la dècada de 1850 per tal de construir, al seu lloc, l'edifici de l'Aduana Nova, projecte de l'arquitecte anglès Edward Taylor. De l'antic edifici tan sols es va conservar un arc i un dels edificis virregnals de l'interior del recinte emmurallat destruït, que fou rehabilitat com a casa de govern. Sota la presidència de Domingo Faustino Sarmiento (1868-1874), l'edifici es va pintar de color rosat, que s'ha conservat fins al dia d'avui. En aquella època també s'inicià la construcció del Palau de Correus, a l'espai sud del descampat que havia deixat la demolició del fortí.
Les obres del Palau de Correus van finalitzar el 1878. El nou edifici eclipsava sensiblement a la seu del govern, i per això el president Julio Argentino Roca va sol·licitar el projecte d'ampliació i reparacions. El projecte triat pertanyia a l'arquitecte suec Enric Aberg i implicava la demolició de tots els vestigis de l'antic fortí i la construcció d'un nou edifici similar al de correus, amb l'agregat respecte a aquest d'una galeria-balcó al primer pis.
El 1894 les restriccions d'espai van fer planejar la unificació dels dos edificis i destinar-los únicament a la funció del govern. D'aquesta manera, el president Luis Sáenz Peña va encomanar la tasca a l'arquitecte italià Francisco Tamburini. Aquest arquitecte va projectar la unió mitjançant un gran arc, que avui constitueix l'accés principal pel carrer Balcarce. L'edifici fou inaugurat oficialment durant la segona presidència de Roca, l'any 1898.